# Врхи-Преградські
46°10′ пн. ш. 15°44′ сх. д. / 46.16° пн. ш. 15.74° сх. д.
Врхи-Преградські (хорв. Vrhi Pregradski) — населений пункт у Хорватії, у Крапинсько-Загорській жупанії у складі міста Преграда.

## Населення
Населення за даними перепису 2011 року становило 395 осіб.
Динаміка чисельності населення поселення:

## Клімат
Середня річна температура становить 9,87 °C, середня максимальна – 23,85 °C, а середня мінімальна – -6,31 °C. Середня річна кількість опадів – 1065 мм.
| Клімат поселення                              | Клімат поселення | Клімат поселення | Клімат поселення | Клімат поселення | Клімат поселення | Клімат поселення | Клімат поселення | Клімат поселення | Клімат поселення | Клімат поселення | Клімат поселення | Клімат поселення | Клімат поселення |
| Показник                                      | Січ.             | Лют.             | Бер.             | Квіт.            | Трав.            | Черв.            | Лип.             | Серп.            | Вер.             | Жовт.            | Лист.            | Груд.            |                  |
| Середній максимум, °C                         | 5,68             | 7,56             | 11,72            | 16,04            | 20,82            | 23,85            | 23,46            | 22,93            | 18,98            | 13,86            | 8,28             | 4,34             |                  |
| Середня температура, °C                       | −0,3             | 1,56             | 5,73             | 10,05            | 14,81            | 17,86            | 19,61            | 19,08            | 15,14            | 10,01            | 4,44             | 0,50             |                  |
| Середній мінімум, °C                          | −6,31            | −4,42            | −0,27            | 4,05             | 8,82             | 11,86            | 15,77            | 15,24            | 11,29            | 6,16             | 0,59             | −3,34            |                  |
| Норма опадів, мм                              | 50               | 54               | 72               | 78               | 92               | 128              | 104              | 105              | 107              | 102              | 99               | 74               |                  |
| Середньомісячна швидкість вітру, м/с          | 1.60             | 1.80             | 2.20             | 2.18             | 2.06             | 1.88             | 1.80             | 1.60             | 1.59             | 1.61             | 1.72             | 1.70             |                  |
| Середньомісячна сонячна радіація, кДж/м²·день | 4054             | 6760             | 10406            | 14725            | 18761            | 20444            | 21262            | 18563            | 13643            | 8502             | 4473             | 3216             |                  |
| --------------------------------------------- | ---------------- | ---------------- | ---------------- | ---------------- | ---------------- | ---------------- | ---------------- | ---------------- | ---------------- | ---------------- | ---------------- | ---------------- | ---------------- |
| Джерело:                                      |                  |                  |                  |                  |                  |                  |                  |                  |                  |                  |                  |                  |                  |